# Helena Karlsson
Helena Karlsson, född 1970 i Skövde, är en svensk journalist och författare (fackböcker). 
Helena Karlsson har bland annat arbetat som reporter och redigerare på Mitt i-tidningarna, Göteborgs-Posten och Nerikes Allehanda. Hon har även varit chefredaktör för Ungdomens Nykterhetsförbunds tidskrift Motdrag och IOGT-NTO:s e-nyhetsbrev Utblick.